# Talgen
Talgen är en sjö i Hudiksvalls kommun i Hälsingland och ingår i Harmångersån-Delångersåns kustområde. Sjön har en area på 0,0764 kvadratkilometer och ligger 4,4 meter över havet. Namnet kommer från fsv. *talgher, ’skåra, nedskärning, inskärning’, ’(smal) vik’. Genom sitt djup har sjön också tidigare kallats Djuptalgen.

## Delavrinningsområde
Talgen ingår i det delavrinningsområde (684869-157506) som SMHI kallar för Utloppet av Drevisfjärden. Medelhöjden är 25 meter över havet och ytan är 11,08 kvadratkilometer. Räknas de 11 avrinningsområdena uppströms in blir den ackumulerade arean 87,79 kvadratkilometer. Avrinningsområdets utflöde Hallstaån mynnar i havet. Avrinningsområdet består mestadels av skog (75 procent). Avrinningsområdet har 1,16 kvadratkilometer vattenytor vilket ger det en sjöprocent på 10,4 procent.